# Каракалла и Гета
«Каракалла и Гета» — картина британского художника Лоуренса Альма-Тадемы, написанная в 1907 году на сюжет из истории Древнего Рима.
На полотне изображена семья императора Септимия Севера, расположившаяся в ложе в Колизее. Император сидит и смотрит на сцену, рядом с ним — жена Юлия Домна, развернувшаяся к зрителям. Справа от них, облокотившись на колонну, стоит их старший сын Каракалла, в левой части картины — младший сын Гета (после смерти отца они стали соправителями, но вскоре Гета был убит по приказу брата). Происходящее на сцене представление практически не показано: художника интересуют императорская семья, архитектурные детали, фактура мрамора. Альма-Тадема изобразил 2500 зрителей, подсчитав, что всего в поле зрения должны помещаться 5000 (остальные скрыты за колоннами и цветочными гирляндами).
Картина была куплена британской королевской семьёй.